# TIPA
Die TIPA-Schriften (für TeX IPA oder Tokyo IPA) von Fukui Rei sind eine vollständige Implementierung des Internationalen Phonetischen Alphabetes für das Softwarepaket LaTeX. Die Schriften passen in ihrem Aussehen sowohl zu Computer Modern als auch – mit anderen Parametern – zu Times. Die Schriften sind freie Software und sowohl als Metafont-Quellen als auch in Postscript-Typ-1-Format erhältlich.
Die Kodierung ist ähnlich wie bei verschiedenen Versionen von „ASCII-IPA“ so eingerichtet, dass die Großbuchstaben A–Z für häufig gebrauchte phonetische Zeichen stehen.